# HNLMS Van Galen (1928)
«Ван Гален» (нід. Hr.Ms. Van Galen (1929) — військовий корабель, ескадрений міноносець типу «Адмірален» Королівських ВМС Нідерландів за часів Другої світової війни.
Есмінець «Ван Гален» був закладений 28 травня 1927 року на верфі компанії Fijenoord у Роттердамі. 28 червня 1928 року він був спущений на воду, а 22 жовтня 1929 року увійшов до складу Королівських ВМС Нідерландів.

## Історія служби
22 лютого 1932 року «Ван Гален» вийшов із Сурабаї для походу до Шанхаю, захищаючи голландські інтереси в регіоні.
16 листопада 1935 року есмінець «Ван Гален», однотипний «Вітте де Віт» і крейсер «Суматра» відвідали Сайгон.
23 серпня 1936 року крейсери «Суматра», «Ява» та есмінці «Ван Гален», «Вітте де Віт» та «Піт Хайн», були присутні на днях флоту в Сурабаї.
8 травня 1940 року есмінець повернувся до Нідерландів. 10 травня почалася війна з Німеччиною. Німці захопили аеродром Ваалхафен у Роттердамі, і «Ван Гален» отримав наказ здійснити обстріл аеродрому. Під час руху на корабель напав німецький літак KG. 4, і від отриманих унаслідок бомбардування пошкоджень есмінець затонув поблизу Мервехафена.